# Колфилд, Уильям, 2-й виконт Чарлмонт
Уильям Колфилд, 2-й виконт Чарлмонт (англ. William Caulfeild, 2st Viscount Charlemont; ок. 1655 — 21 июля 1726) — ирландский военный и пэр.

## Бииография
Родился около 1655 года. Второй сын Уильяма Колфилда, 1-го виконта Чарлмонта (1624—1671), и Сары Мур (? — 1712), дочери Чарльза Мура, 2-го виконта Мура из Дроэды. Он получил образование в Тринити-колледже в Дублине.
В апреле 1671 года после смерти своего отца Уильям Колффилд унаследовал титулы 2-го виконта Чарлмонта в графстве Арма (Пэрство Ирландии) и 6-го лорда Колфилда в графстве Арма (Пэрство Ирландии), став членом Ирландской палаты лордов.
Сторонник Вильгельма Оранского в его борьбе с королем Англии Яковом II Стюартом за британскую корону, и впоследствии был лишен звания первым парламентом короля Якова в 1689 году. Вильгельм Оранский вознаградил его за преданность, назначил его командиром пехотного полка, а также хранителем рукописей в графствах Тирон и Арма. После победы Вильгельма полк был расформирован, но в 1701 году он получил командование над новым 36-м пехотным полком и в 1704 году был повышен до звания бригадного генерала. Он командовал полком в Испанию, приняв участие в осаде Барселоны и атаке на форт Монтжуик в 1705 году. Хотя его отстранили от командования полком, в 1707 году он все же был повышен до звания генерал-майора и назначен губернатором графств Арма и Тирон. В июне 1726 года он стал членом Тайного совета Ирландии.

## Личная жизнь
11 июля 1678 года Уильям Колфилд женился на Энн Маргетсон (? — 1729), единственной дочери Джеймса Маргетсона, архиепископа Армы. У супругов было семь сыновей и пять дочерей:
- Достопочтенный Уильям Колфилд (крещен 28 апреля 1681), умер в детстве
- Джеймс Колфилд, 3-й виконт Чарлмонт (29 июля 1682 — 21 апреля 1734), второй сын и преемник отца.
- Достопочтенный Тоби Колфилд (крещен 6 ноября 1683 — 18 марта 1684)
- Достопочтенный Томас Колфилд (крещен 26 марта 1685 — 2 марта 1717), вице-губернатор Новой Шотландии (1715—1717)
- Преподобный Чарльз Колфилд (27 декабря 1686 — январь 1768), женат на Элис Хьюстон
- Достопочтенный Джон Колфилд (? — 19 октября 1764), член Палаты общин Ирландии
- Достопочтенный Генри Чарльз Колфилд (крещен 17 июня 1697—1728), женат на Мэри Келли
- Достопочтенная Энн Колфилд (род. 10 апреля 1699), она вышла замуж за Джона Дэвиса
- Достопочтенная Сара Колфилд (ок. 1694 — декабрь 1742), в 1716 году она вышла замуж за Оливера Анкетелла
- Достопочтенная Мэри Колфилд (21 октября 1690 — 26 января 1769), в 1724 году она вышла замуж за Джона Мура
- Достопочтенная Алисия Колфилд (? — 5 января 1691/1692)
- Достопочтенная Летиция Колфилд, жена Джона Кука.

Виконт Чарлмонт скончался 21 июля 1726 года в Дублине, Ирландия. Он был похоронен 26 июля 1726 года в Арме, графство Арма . Ему наследовал его второй сын Джеймс.